# Clic dental
Les clics dentaux sont une famille de consonnes à clic que l'on trouve uniquement en Afrique, ainsi que dans le langage rituel damin (en) d'une tribu aborigène d'Australie.
Le symbole dans l'alphabet phonétique international représentant l'articulation antérieure de ces sons est ǀ ; un symbole désuet en est ʇ. Il doit être combiné à un second symbole représentant l'articulation postérieure pour figurer un son réel de la parole. Les clics dentaux attestés comprennent :
- [k͡ǀ] ou [ǀ͡k] clic dental vélaire sourd (peut aussi être aspiré, éjectif, affriqué, etc.)
- [g͡ǀ] ou [ǀ͡g] clic dental vélaire voisé (peut aussi être soufflé, affriqué, etc.)
- [ŋ͡ǀ] ou [ǀ͡ŋ] clic dental vélaire nasal (peut aussi être sourd, aspiré, etc.)
- [q͡ǀ] ou [ǀ͡q] clic dental uvulaire sourd
- [ɢ͡ǀ] ou [ǀ͡ɢ] clic dental uvulaire voisé (généralement prénasalisé)
- [ɴ͡ǀ] ou [ǀ͡ɴ] clic dental uvulaire nasal

## Caractéristiques
Voici les caractéristiques d'une consonne à clic dental :
- Son mode d'articulation est à clic, ce qui signifie qu'elle est produite grâce à l'air emprisonné entre deux points d'occlusion (antérieur et postérieur) de la cavité orale, mis en dépression par un mouvement rapide de la langue, puis libéré au point d'occlusion antérieur, donnant ainsi naissance à un phénomène d'implosion ressemblant à un claquement.
- Son point d’articulation antérieur est alvéolaire ou dental, ce qui signifie que la libération de l'air est effectuée par la langue sur la crête alvéolaire ou sur les dents supérieures, donnant naissance à un son plus proche d'une consonne affriquée que d'une occlusive.
- Son point d’articulation postérieur peut être soit vélaire (partie antérieure de la langue contre le palais mou) soit uvulaire (dos de la langue contre ou près de la luette).
- Elle peut être soit orale soit nasale, ce qui signifie que l'air peut s’échapper par la bouche ou par le nez.
- C'est une consonne centrale, ce qui signifie qu’elle est produite en laissant l'air passer au-dessus du milieu de la langue, plutôt que par les côtés.
- Son mécanisme de courant d'air est ingressif vélaire, ce qui signifie qu'elle est produite par un déplacement de l'air dans la bouche sous l'action de la langue, et non par un flux glottal ou pulmonaire.

## Langues
Les clics dentaux sont courants dans les langues khoïsan, dans les langues voisines nguni, comme le zoulou et le xhosa, ainsi que dans une langue couchitique, le dahalo.